# 42街-布萊恩特公園／第五大道車站
42街-布萊恩特公園/第五大道車站（英語：42nd Street–Bryant Park/Fifth Avenue station）是紐約地鐵一個地下車站複合，包括IRT法拉盛線和IND第六大道線。兩線一度不設任何連接，但現時由一條行人隧道連繫。位於曼哈頓介乎第五大道及第六大道的42街，設有以下列車服務：
- 7號線、D線、F線列車（任何時候停站）
- B線、M線列車（僅平日停站）
- <7>列車（僅繁忙時段的尖峰方向停站）

1967年12月18日起兩站星期一至五可提供免費轉乘直至1968年。當時採用提供乘客紙票，並可離開一站，沿行人道進入另一站。現時的行人隧道容許乘客下車後在地下步行到另一月台，不再需要轉乘票。整個車站複合在1998年完全翻新。車站設有三條扶手電梯到街道層：第六大道及42街的西南角和西北角各一部，以及介乎39街與49街的第六大道西側一部，但車站不設任何升降機前往任一月台層，因此車站複合並非完全無障礙通行。
2010年，此站被評為紐約市最嘈吵的地方。

## 車站結構
| G  | 街道                  | 出入口 |
| B1 | 夾層                  | 閘機、車站詢問處、月台轉乘通道 升降機位於： - 42街及第六大道西北角 - 42街以南第六大道以西 - 介乎39街和40街的第六大道西側 註：月台層不可無障礙通行 |
| B2 | 南行                  | 經卡爾弗往康尼島-斯提威爾大道（34街-先驅廣場） · 往中村-大都會大道（34街-先驅廣場）                                                               |
| B2 | 島式月台，左/右側開門 | |
| B2 | 南行快速              | 往布萊頓海灘（34街-先驅廣場） · 經西城往康尼島-斯提威爾大道（34街-先驅廣場）                                                                      |
| B2 | 北行快速              | 往貝德福德公園林蔭路/145街（47-50街-洛克斐勒中心） · 往諾伍德-205街（47-50街-洛克斐勒中心）                                                       |
| B2 | 島式月台，左/右側開門 | |
| B2 | 北行                  | 往牙買加-179街（47-50街-洛克斐勒中心） · 往森林小丘-71大道（47-50街-洛克斐勒中心）                                                                |
| B3 | 南行                  | 往34街-哈德遜調車場（時報廣場） |
| B3 | 島式月台，左側開門    | |
| B3 | 北行                  | 往法拉盛-緬街（大中央） |

## IND第六大道線月台
42街-布萊恩特公園車站於1940年12月15日作為IND第六大道線的一部分，與47-50街-洛克斐勒中心至西四街一段啟用。此站是一個快車地鐵站，設有兩個島式月台和四條軌道。B線和D線列車停靠內側快車軌道，而F線和M線則停靠外側慢車軌道。
此站在月台和軌道上方設有全月台長度的夾層。原先由42街沿路南延至34街-先驅廣場車站，在38街還設有額外的入口。該行人通道又長又暗，而且使用人數不多，最後由於該處發生了一系列強姦案件後在1991年關閉。該處現時用作儲物。
車站以南設有三對剪式橫渡線，容許列車在四條軌道之間切換。這些橫渡線不營運。

## IRT法拉盛線月台
第五大道車站，指示牌顯示為「第五大道-布萊恩特公園車站」（Fifth Avenue – Bryant Park），位於IRT法拉盛線，設有一個島式月台和兩條軌道的慢車地鐵站配置，但設有7號線（任何時候停站）與<7>號線（僅繁忙時段的尖峰方向停站）列車服務。

## 外部連結
- Template:NYCsubway ref
- nycsubway.org—IND Sixth Avenue: 42nd Street/Bryant Park
- nycsubway.org — Early Color Artwork by Saul Leiter (2007)（页面存档备份，存于）
- nycsubway.org — The Sixth Avenue Elevated, 1878 Artwork by W. P. Snyder (unknown date)（页面存档备份，存于）
- nycsubway.org — 42nd Street Nocturne Artwork by Lynn Saville (2006)（页面存档备份，存于）
- nycsubway.org — Under Bryant Park Artwork by Samm Kunce (unknown date)（页面存档备份，存于）
- nycsubway.org — Underground Exposure Artwork by Travis Ruse (2009)（页面存档备份，存于）
- Station Reporter — 42nd Street/Bryant Park Complex
- The Subway Nut — 42nd Street – Bryant Park / Fifth Avenue (7) Pictures（页面存档备份，存于）
- MTA's Arts For Transit — 42nd Street – Bryant Park/5th Avenue
- 42nd Street entrance from Google Maps Street View（页面存档备份，存于）
- Park entrance from Google Maps Street View
- 40th Street entrance from Google Maps Street View
- Fifth Avenue entrance from Google Maps Street View
- Sixth Avenue (west) entrance from Google Maps Street View
- Sixth Avenue (east) entrance from Google Maps Street View
- IND platforms from Google Maps Street View （页面存档备份，存于）
- IRT platform from Google Maps Street View （页面存档备份，存于）